# Adrianichthys poptae
Adrianichthys poptae is een straalvinnige vissensoort uit de familie van de schoffeltandkarpers (Adrianichthyidae). De wetenschappelijke naam van de soort is voor het eerst geldig gepubliceerd in 1922 door Weber & de Beaufort.